# Dębogóra (Równina Wałecka)
Dębogóra – wzniesienie o wysokości 159,1 m n.p.m. na Równinie Wałeckiej, położone w woj. zachodniopomorskim, w powiecie drawskim, w gminie Czaplinek.
Ok. 0,5 km na północny zachód od Dębogóry leży opuszczona osada Dobrzyca Mała, a ok. 1,5 km na południowy zachód leży osada Miłkowo. Ok. 1,4 km na północny wschód znajduje się jezioro Szepc.
Nazwę Dębogóra wprowadzono urzędowo w 1950 roku, zastępując poprzednią niemiecką nazwę Eich-Berg.